# Save Your Love (Renée & Renato)
"Save Your Love" is een nummer van het Brits-Italiaanse duo Renée & Renato. Het verscheen op hun debuutalbum Just One... uit 1983. In oktober 1982 werd het uitgebracht als de eerste single van het duo.

## Achtergrond
"Save Your Love" is geschreven door het echtpaar Johnny en Sue Edward en geproduceerd door Johnny Edward. Het werd uitgebracht op Hollywood Records, het onafhankelijke platenlabel van Johnny Edward. Het werd een nummer 1-hit in de Britse UK Singles Chart, waarmee het de eerste single van een onafhankelijk platenlabel werd die dit in deze lijst presteerde. Ook in onder meer Ierland, Israël en Noorwegen behaalde het de hoogste positie, terwijl in Australië, Denemarken, Duitsland, Spanje, Zweden en Zwitserland in de top 10 terecht kwam. In Nederland werd kwam het tot de nummer 1-positie in de Top 40 en de nummer 2-positie in de Nationale Hitparade, terwijl het in een voorloper van de Vlaamse Ultratop 50 ook op de hoogste plaats kwam. In de videoclip kwam Hilary Lester, die in de naam van het duo als Renée werd vermeld, niet voor en werd zij vervangen door het model Vivienne Marshall.
"Save Your Love" is ook door diverse artiesten in andere talen opgenomen, waaronder Zweeds, Hebreeuws, Portugees, Duits, Spaans en Frans. In Nederland hadden vader en dochter Willy en Willeke Alberti een Nederlandstalige hit met de compositie onder de titel "Niemand laat zijn eigen kind alleen" (op de singlehoes vermeld als "Je laat je eigen kind toch niet alleen"), vertaald door Tom Bos en geproduceerd door Peter van Asten en Richard de Bois. Deze single stond tegelijkertijd met de originele versie in de hitparades en bereikte de vijfde plaats in de Nederlandse Top 40 en de vierde plaats in zowel de Nationale Hitparade en een voorloper van de Vlaamse Ultratop 50.

## Hitnoteringen

### Renée & Renato

#### Nederlandse Top 40
| Hitnotering: 08-01-1983 t/m 26-02-1983 | Hitnotering: 08-01-1983 t/m 26-02-1983 | Hitnotering: 08-01-1983 t/m 26-02-1983 | Hitnotering: 08-01-1983 t/m 26-02-1983 | Hitnotering: 08-01-1983 t/m 26-02-1983 | Hitnotering: 08-01-1983 t/m 26-02-1983 | Hitnotering: 08-01-1983 t/m 26-02-1983 | Hitnotering: 08-01-1983 t/m 26-02-1983 | Hitnotering: 08-01-1983 t/m 26-02-1983 | Hitnotering: 08-01-1983 t/m 26-02-1983 |
| Week                                   | 1                                      | 2                                      | 3                                      | 4                                      | 5                                      | 6                                      | 7                                      | 8                                      |                                        |
| -------------------------------------- | -------------------------------------- | -------------------------------------- | -------------------------------------- | -------------------------------------- | -------------------------------------- | -------------------------------------- | -------------------------------------- | -------------------------------------- | -------------------------------------- |
| Nummer                                 | 21                                     | 2                                      | 1                                      | 3                                      | 6                                      | 17                                     | 29                                     | 39                                     | uit                                    |

#### Nationale Hitparade
| Hitnotering: 08-01-1983 t/m 26-02-1983 | Hitnotering: 08-01-1983 t/m 26-02-1983 | Hitnotering: 08-01-1983 t/m 26-02-1983 | Hitnotering: 08-01-1983 t/m 26-02-1983 | Hitnotering: 08-01-1983 t/m 26-02-1983 | Hitnotering: 08-01-1983 t/m 26-02-1983 | Hitnotering: 08-01-1983 t/m 26-02-1983 | Hitnotering: 08-01-1983 t/m 26-02-1983 | Hitnotering: 08-01-1983 t/m 26-02-1983 | Hitnotering: 08-01-1983 t/m 26-02-1983 |
| Week                                   | 1                                      | 2                                      | 3                                      | 4                                      | 5                                      | 6                                      | 7                                      | 8                                      |                                        |
| -------------------------------------- | -------------------------------------- | -------------------------------------- | -------------------------------------- | -------------------------------------- | -------------------------------------- | -------------------------------------- | -------------------------------------- | -------------------------------------- | -------------------------------------- |
| Nummer                                 | 6                                      | 2                                      | 3                                      | 3                                      | 3                                      | 12                                     | 20                                     | 39                                     | uit                                    |

### Willy en Willeke

#### Nederlandse Top 40
| Hitnotering: 15-01-1983 t/m 05-03-1983 | Hitnotering: 15-01-1983 t/m 05-03-1983 | Hitnotering: 15-01-1983 t/m 05-03-1983 | Hitnotering: 15-01-1983 t/m 05-03-1983 | Hitnotering: 15-01-1983 t/m 05-03-1983 | Hitnotering: 15-01-1983 t/m 05-03-1983 | Hitnotering: 15-01-1983 t/m 05-03-1983 | Hitnotering: 15-01-1983 t/m 05-03-1983 | Hitnotering: 15-01-1983 t/m 05-03-1983 | Hitnotering: 15-01-1983 t/m 05-03-1983 |
| Week                                   | 1                                      | 2                                      | 3                                      | 4                                      | 5                                      | 6                                      | 7                                      | 8                                      |                                        |
| -------------------------------------- | -------------------------------------- | -------------------------------------- | -------------------------------------- | -------------------------------------- | -------------------------------------- | -------------------------------------- | -------------------------------------- | -------------------------------------- | -------------------------------------- |
| Nummer                                 | 32                                     | 14                                     | 6                                      | 5                                      | 6                                      | 14                                     | 30                                     | 39                                     | uit                                    |

#### Nationale Hitparade
| Hitnotering: 15-01-1983 t/m 05-03-1983 | Hitnotering: 15-01-1983 t/m 05-03-1983 | Hitnotering: 15-01-1983 t/m 05-03-1983 | Hitnotering: 15-01-1983 t/m 05-03-1983 | Hitnotering: 15-01-1983 t/m 05-03-1983 | Hitnotering: 15-01-1983 t/m 05-03-1983 | Hitnotering: 15-01-1983 t/m 05-03-1983 | Hitnotering: 15-01-1983 t/m 05-03-1983 | Hitnotering: 15-01-1983 t/m 05-03-1983 | Hitnotering: 15-01-1983 t/m 05-03-1983 |
| Week                                   | 1                                      | 2                                      | 3                                      | 4                                      | 5                                      | 6                                      | 7                                      | 8                                      |                                        |
| -------------------------------------- | -------------------------------------- | -------------------------------------- | -------------------------------------- | -------------------------------------- | -------------------------------------- | -------------------------------------- | -------------------------------------- | -------------------------------------- | -------------------------------------- |
| Nummer                                 | 21                                     | 14                                     | 6                                      | 4                                      | 5                                      | 8                                      | 18                                     | 38                                     | uit                                    |